# Ваня Петкова

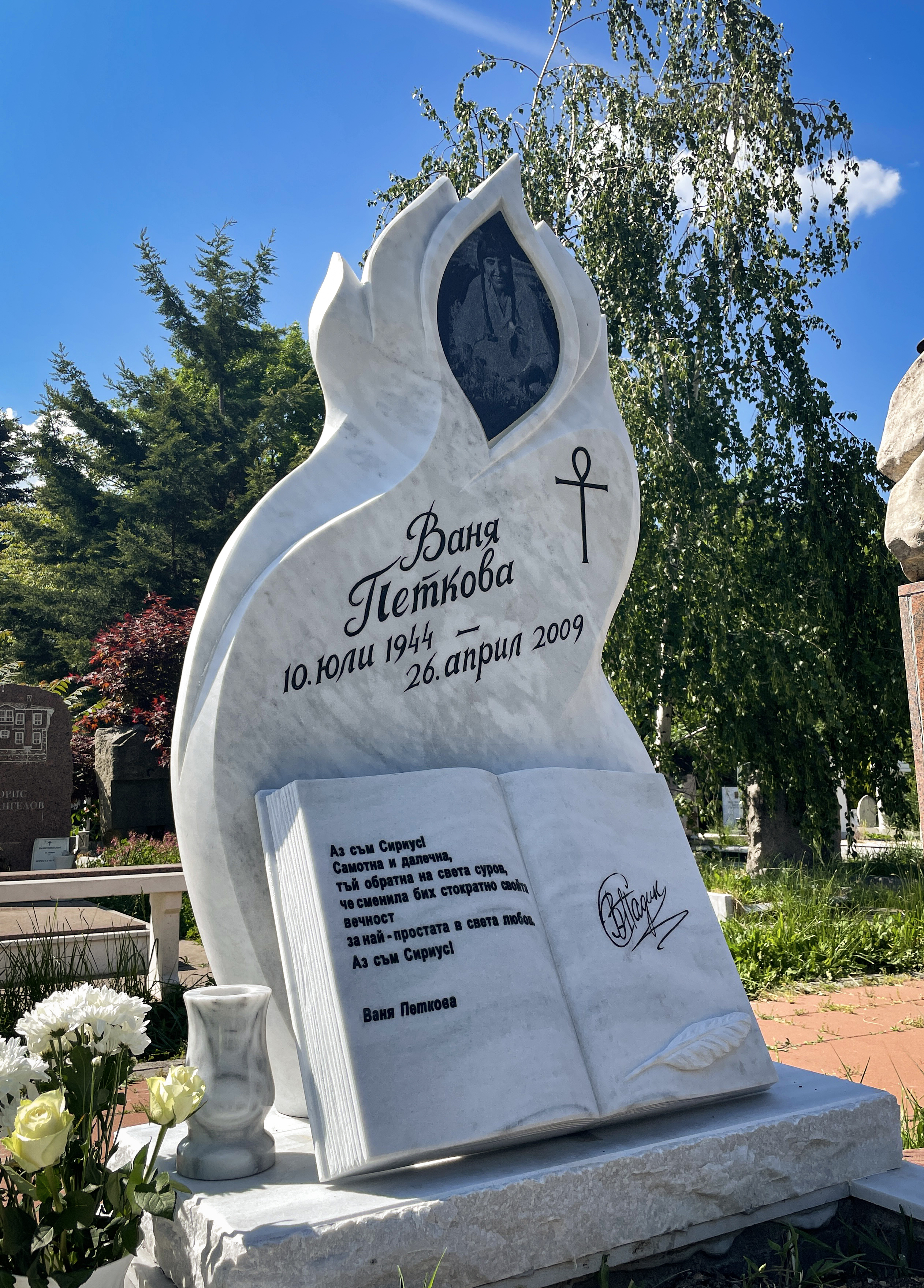
Могила Вані Петкова на Центральному Софійському кладовищі

Ваня Петкова (ім'я при народженні: Івана Петрівна Петкова; більш відома в Україні під ім'ям Валя Петкова, або Валя Садик) - болгарська поетеса українського (білогвардійського) та грецького походження, автор 34-х поетичних збірок, 6-и романів, письменник літературознавець та перекладачка з української, російської, арабської, вірменської, сербської, німецької, іспанської та французької мов. Член Спілки болгарських письменників, Спілки перекладачів Болгарії та Спілки болгарських журналістів. Поезія Петковій перекладена і опублікована тринадцятьма мовами, включаючи японську, вірменську та арабську.
У 1967 році Петкова закінчує факультет слов'янської філології Софійського університету "імені Св. Климента Охридського", а в 1974 році, під час своєї паралельної дипломатичної кар'єри як культурний представник Болгарії на Кубі, Петкова отримує спеціалізацію іспанської мови в Інституті іноземних мов "Хосе Марті" в Гавані. Близькими друзями В. Петковою серед колег та артистів були Євген Євтушенко, Валентин Распутін, Булат Окуджава, Дамян Дамянов та Ніколас Гільєн.
Ваню Петкову часто називають «найкосмополітичнішою» персоною болгарської літератури, як за її знання семи мов, і творів, яких читають на п'яти континентах, так і через її змішане походження.

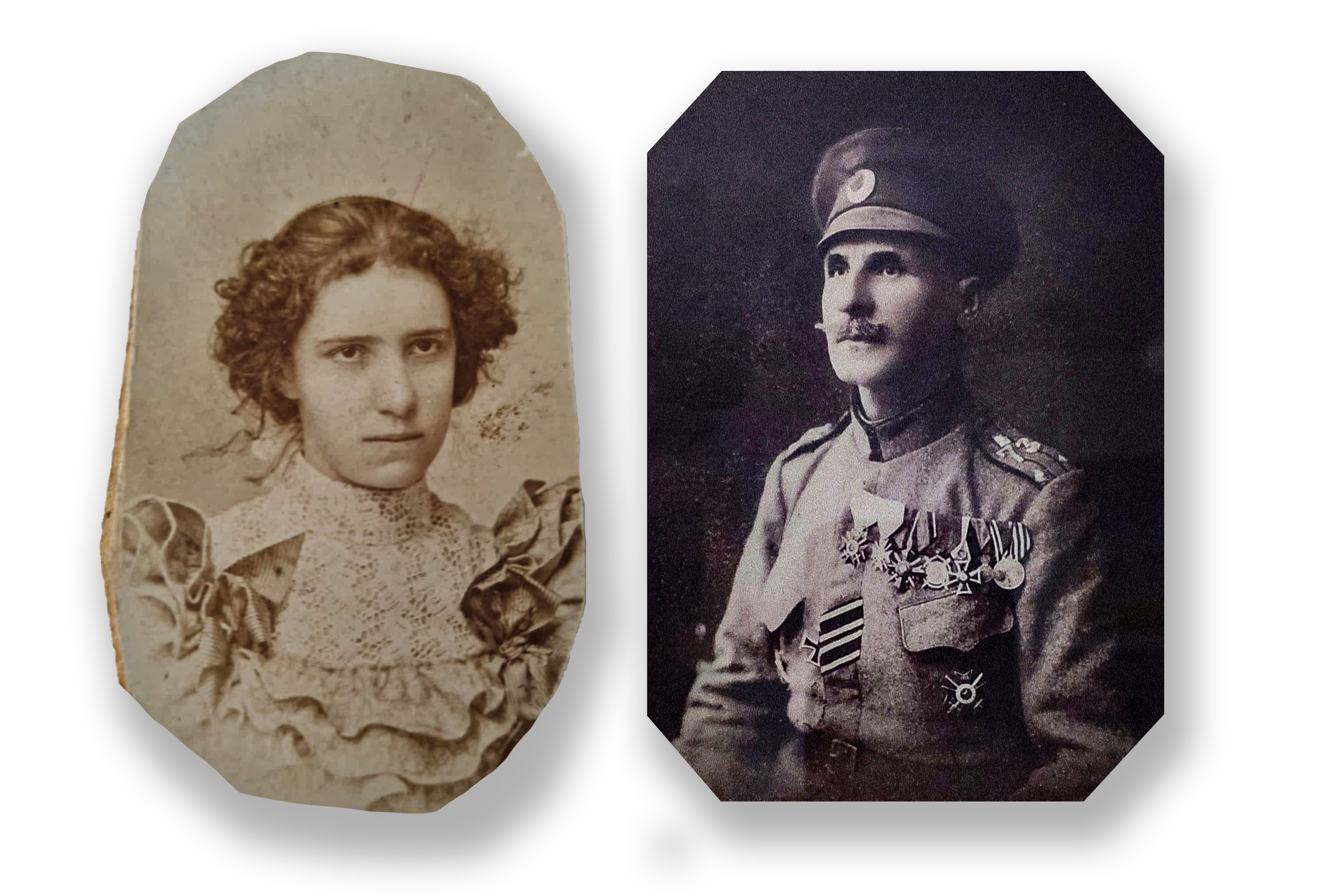
Бабуся Вані Петкової - графиня Анастасія Жицька з Полтави, Україна, а її чоловік і дід Петкової - генерал Іван Іскандеров. Вони втекли з Російської імперії до Велико-Тирново в 1917-1918 роках.

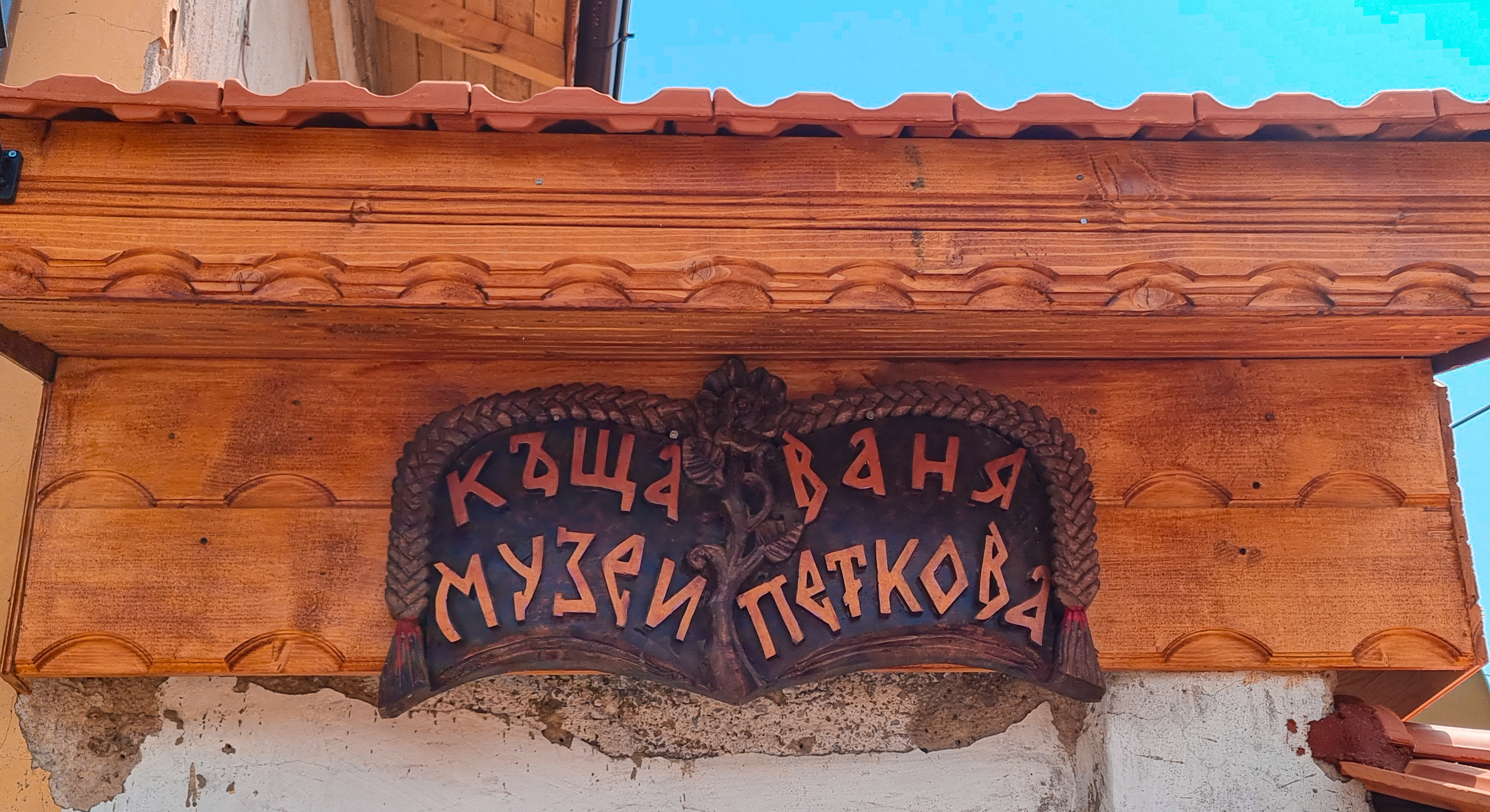
Будинок-музей Вані Петкової у селі Єзерове, область Первомай, гори Родопи.

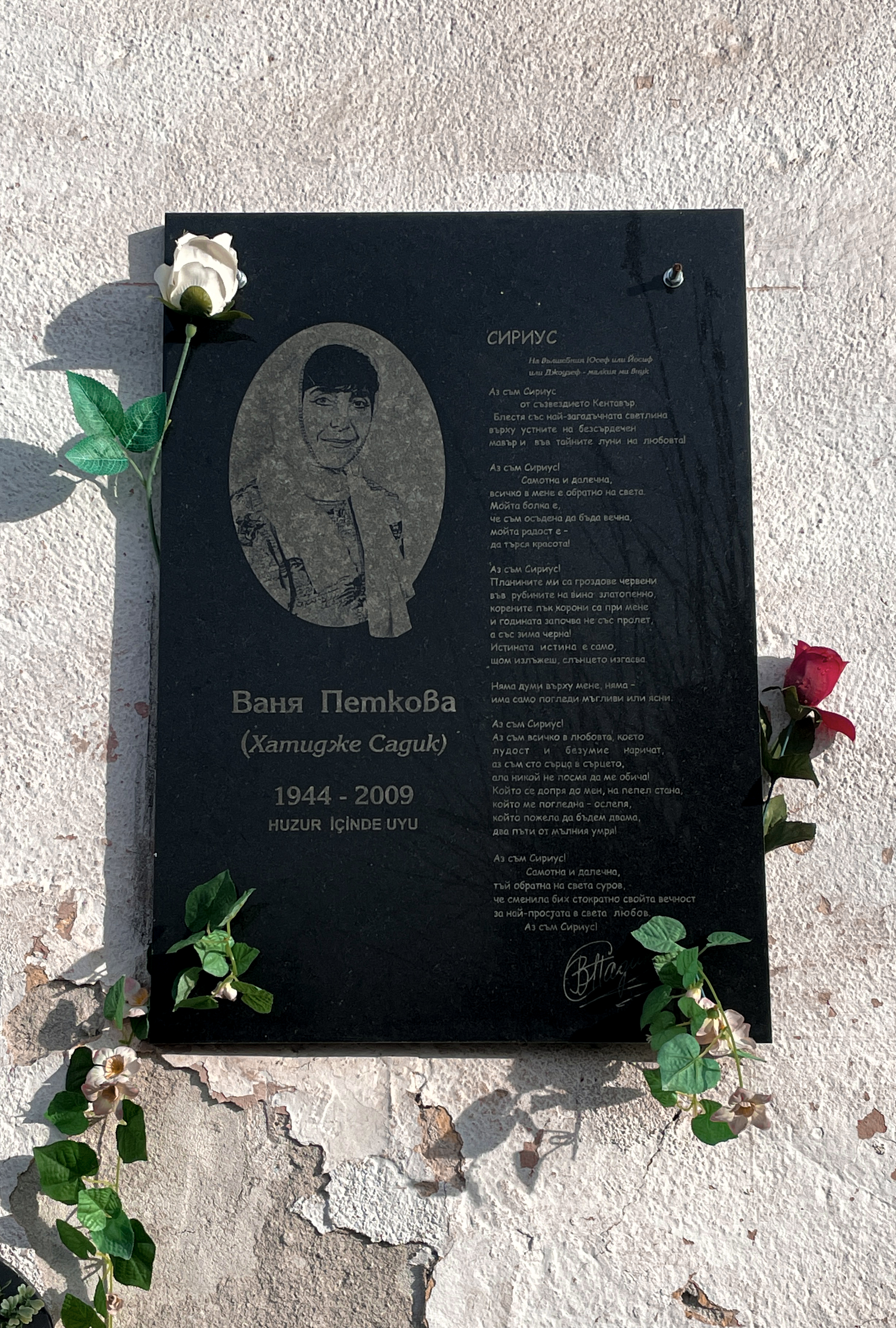
Меморіальна плита з віршем «Сіріус» В. Петковою на паркані будинку поетеси в селі Єзерове, муніципалітет Первомай, Болгарія.

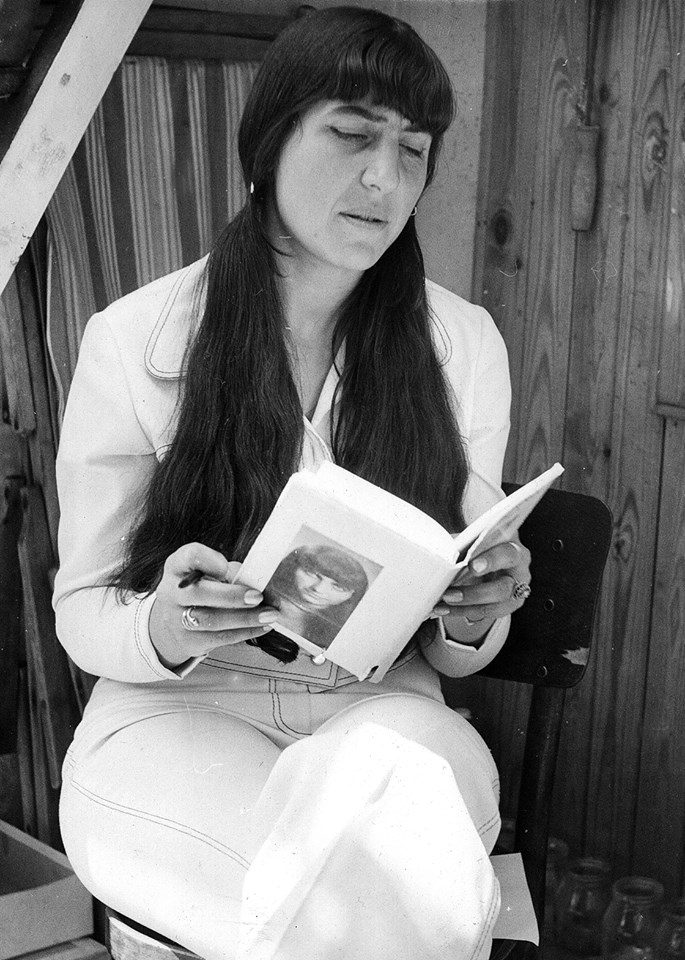
Ваня Пєткова читає свою книгу "Грішниця", 1967 р.

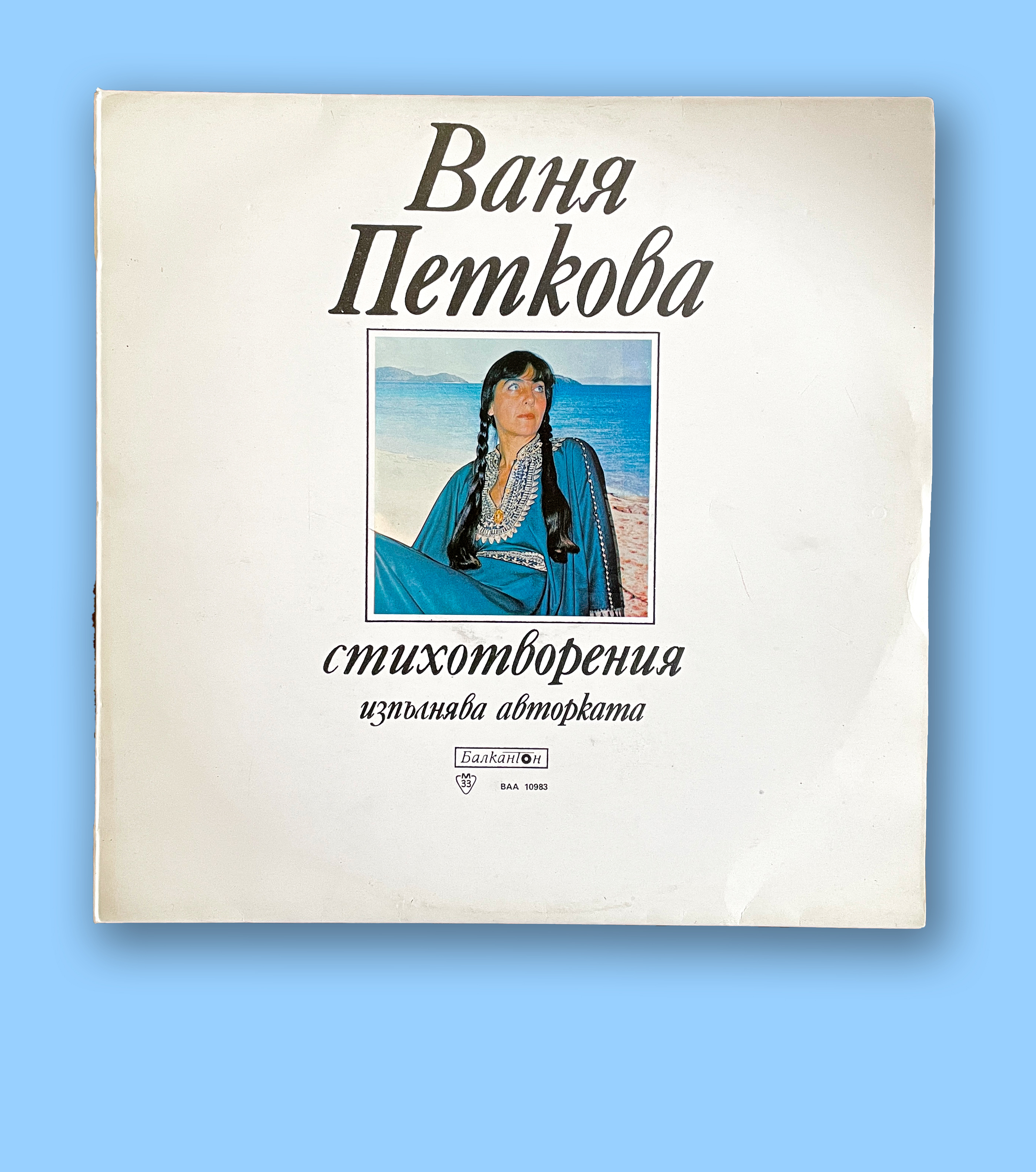
Платівка "Ваня Петкова: Вірші", з авторським виконанням поетеси. Балкантон, 1982 р.

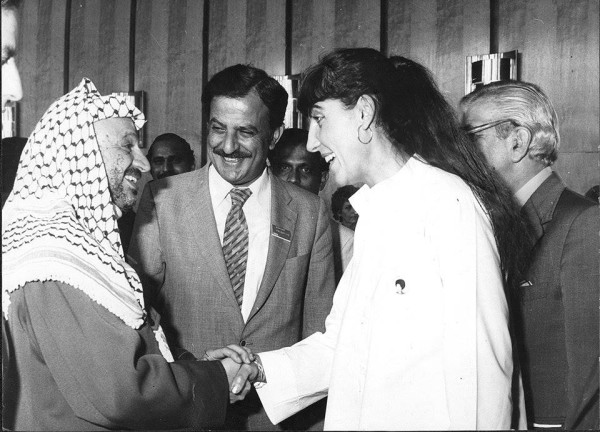
Болгарська поетеса Ваня Петкова з палестинським лідером та лауреатом Нобелівської премії Ясером Арафатом

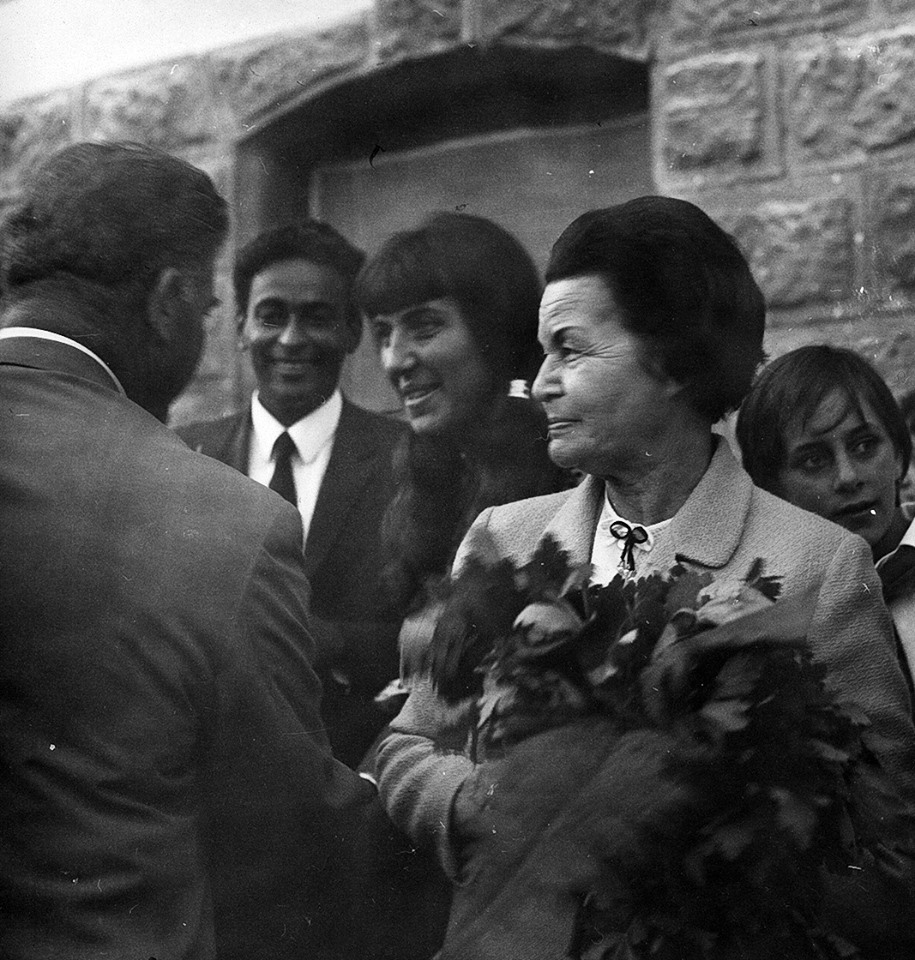
Ваня Петкова з чоловіком Нурі Садіком (у середині), та Єлисаветою Багряною (праворуч) на офіційній зустрічі іноземної делегації у 1968 р.

## Біографія та творчість

### Походження
Ваня Петкова народилася в болгарській столиці Софії, 10 липня 1944 року, в сім'ї сина білогвардійських мігрантів Петко Петкова, зі справжнім ім'ям Петро, і кравець Василіси — болгарка грецького походження. Батько Петра Петкова і дід Вані Петкова - Іван Іскандеров, був білогвардійським генералом російсько-черкеського походження, в службі у імператора Миколи II. У 1917 р., під час громадянської війни, Іван залишає Росію зі своєю дружиною Анастасією Житською — українською графинею з Полтави. Після приїзду до Болгарії вони змінюють імена та прізвища, і поселяються у старій болгарській столиці Велико Тирнове.
З іншого боку, мати Вані, Василка, зі справжнім ім'ям Василісса, дочка гречанки Ольги, яка втратила батьків у дитинстві під час Балканської війни, а пізніше була вдочерєна болгарською сім'єю. Василіса та Петро дають своїй дочці ім'я Івана, на честь її діда Ген. Івана Іскандерова. Саме завдяки цим фактам Ваню Петкову часто називають найкосмополітичнішою персоною болгарської літератури. Білогвардійська історія її сім'ї пізніше стала додатковою перешкодою в кар'єрі молодої поетеси, що сягає часів комуністичного режиму в Болгарії. З 1994 по 1997 роки, Петкова живе у місті Одеса, Україна, а наприкінці 90-х років вона відновлює своє російське громадянство, але повертається до Болгарії.[3]

### Творчість
Літературний дебют Петкової відбувся в 1959 році, коли був опублікований її перший вірш у газеті «Середньошкільний прапор», а в 1965 році виходить перша збірка віршів В. Петкова під назвою «Солені вітри». У 1967 році Петкова закінчує факультет слов'янської філології Софійського університету "Св. Клімент Охридський". У 1974 році, під час своєї паралельної дипломатичної кар'єри, як культурний представник Болгарії на Кубі, Петкова отримує спеціалізацію іспанської мови в Інституті іноземних мов імені "Хосе Марті" в Гавані. З 1966 по 1968 рік вона працює редактором журналу «Славейче», а з 1970 по 1973 рік – редактором зовнішнього відділу газети «Літературний фронт». Петкова працює перекладачем у Посольстві Болгарії в Хартумі з 1965 по 1966 рік, де знайомиться зі своїм майбутнім чоловіком, Нурі Садік-Орабі - доктор наук нубійського походження, за якого вона виходить заміж через рік, в Болгарії. У 1967 році у них народжується дочка, яку називають Ольгою-Жаклін, на честь її прабаби, гречанки Ольги, та Жаклін Кеннеді. У тому ж 1967 виходять збірки віршів Вані Петкової «Кулі в піску», «Грішніця», і «Притягнення».
Після виходу в 1967 році збірки віршів «Грішніця», книга була піддана цензурі та вилучена з книгарень Болгарії через її основний вірш «Грішніця», а саме через фразу «Ось така я – грішниця. Кажу те, що думаю, і губи солодко цілую я, ті, що хочеться. І очі кольору ліщини, і озера блакитного, черпатиму нестримно дном поки не закінчаться ». На пізнішому етапі комуністична партія зняла заборону, книга вийшла без цензури, а Ваня Петкова увійшла в історію з 800 успішно-проведеними сольними виступами в Болгарії і за кордоном, два з яких вона провела в літаку радянської авіакомпанії «Аерофлот» в 1982 році ., під час польоту з Софії до Москви, і зворотного з Москви до Софії, з чим стала першим і єдиним поетом у світі, і була висунута на номінацію до Книги рекордів Гіннесса.
Крім перекладу своїх особистих літературних творів, Ваня Петкова успішно користувалася своїми знаннями семи мов для перекладу та редагування низки зарубіжних авторів, таких як Євген Євтушенко, Махмуд Дервіш, Дмитро Павличко, Тарас Шевченко, Леся Українка, Нізар Каббані та ін.
У 1982 році найбільша болгарська компанія звукозапису «Балкантон» випустила платівку Вані Петкової з авторським виконанням поетеси на тлі музики. Серед менш-відомих фактів про автора залишається її внесок у болгарську освіту та науку, як автор першого, другого, і третього сувій підручників з літератури «Теми та реферати з літератури» для 11-го та 12-го класів, якими користуються учні болгарських шкіл досі.  
Ваня Петкова є автором текстів низки відомих болгарських пісень, у тому числі «Дискотека» гурту «Трік» із провідним солістом Етьєном Леві, «Любов Юнгі» Маргарет Ніколової, та символічного гімну вірменської громади Болгарії «Вірменські очі», з оригінальною композицією Хайгаш. Як вдячність за внесок у зміцнення болгаро-вірменських культурних відносин Петкова була удостоєна званням «Почесний громадянин міста Єреван» у Вірменії. 
У 1991 році ім'я Вані Петкової було офіційно внесено до «Американської енциклопедії континентальних жінок-письменників», серед єдиних двох болгарських поетес Благи Димитрової та Єлисавети Багряни, а в 2005 р. вона була удостоєна національної літературної премії «Імені Георгия Джагарова».
У 2009 році, через тиждень після виходу її нової збірки поезій «Піратські вірші», присвяченої американському кіноактору Джонні Деппу, Ваня Петкова пішла з життя після раптового серцевого нападу. 
26 квітня 2009 року, поетеса померла в лікарні міста Первомай, Пловдівської області, і була похована в Центральному Софійському цвинтарі.
У 2010 р., у річницю смерті Петкової, Посольство Вірменії в Болгарії організувало випуск нової збірки віршів поетеси "Вірменська пісня", болгарською та вірменською мовами, на згадку про Ваню Петкову. Одинадцять років по тому, 2021 р., онук поетеси, актор і режисер Джозеф Аль-Ахмад, перевидав останню збірку віршів своєї бабусі "Піратські вірші", у місті Лос Анджеліс, США, англійською мовою.
Останні роки життя, з 2000 по 2009 рік, Петкова провела у своєму будинку в селі Єзерово, Первомайського регіону Болгарії, який на сьогоднішній день є символічним музеєм її творчості.

## Визнання посмертне
Будинок-музей Вані Петкової - однією з головних визначних пам'яток села Єзерове в болгарських горах Родопи є будинок-музей Вані Петкової, в якому поетеса провела останні дев'ять років життя. Саме Єзерово були написані останні літературні твори Петкової.
Будинок-музей знаходиться на самому початку села з меморіальною дошкою, дарованою муніципалітетом міста Первомай. Про будинок дбає донька поетеси Вані Петкової, журналіст Ольга Аль-Ахмед. У серпні 2021 року, Посольство Палестини в Болгарії передало дому-музею невеликий вуличний фонтан із прикрасами, який розміщений із зовнішнього боку паркану, разом із меморіальною плитою з віршем «Сіріус» В. Петковою.
Перевидання «Піратських віршів» у Лос-Анджелесі, США — 10 липня 2021 року, у день народження В. Петкової, молодший онук автора, Джозеф Аль-Ахмад, перевидав її останню прижиттєву збірку віршів «Піратські вірші» у Лос-Анджелесі, штат Калі . Книга присвячена американському акторові Джонні Деппу. Переклад з болгарської на англійську виконано Джозефом Аль-Ахмадом та Сніжаною Соколовою, за винятком двох віршів, написаних автором безпосередньо англійською мовою, які були взяті з оригінального видання поетичної збірки. На обкладинці нового видання можна побачити цитату великого американського письменника вірменського походження Вільяма Сарояна:
"Well, I definitely feel younger now!", або "Я почуваюся помолоділим!", фразу, яку Сароян сказав Вані Петковій перед своїм болгарським колегою Божидаром Божиловим, після короткого літературного виступу В. Петкової на міжнародному семінарі поетів у Софії, на якому Сароян був присутній. 
У своїй останній передмові, яку можна знайти у «Піратських віршах», В. Петкова пише:
«Я жив в Україні, в найромантичнішому, найкрасивішому і бандитському місті - Одесі, живу символічно й досі там, бо там назавжди залишилася частинка моєї душі з вдячністю Україні за її хліб-сіль, за її материнство, яке вона мені подарувала найважчий момент мого життя з 1991 по 1997 рік. Дякую тобі, мати Україно, що прихистила мене, пестила і не кинула блудну дитину звірам, які несправедливо вигнали його з Болгарії. Дякую також Сирії, яка забрала мене з грудей України, а також прихистила мене як мати в решту років...
...Вірші мої, чому назвала їх піратськими? Тому що всі вони вкрадені зі мізерних хвилин щастя та радості мого бурхливого життя. Моя поезія народилася не в теплій постелі або на килимі перед комп'ютером. Моя поезія народилася між ляпасами та боями, між пістолетами та ножами, між переслідуваннями та втечами, між кайданками та стусанами, між пригодами у пустелях Сирії та Судану, між польотами, падіннями, пароплавами та кіньми, між бандитами та повіями, між жорстокими дітьми. коханими, між небом і землею, між життям і смертю… Народжена піратами, я жила як пірат, і піратство у мене в крові» — Ваня Петкова